# Apatura deficiens
Apatura deficiens är en fjärilsart som beskrevs av Cabeau 1929. Apatura deficiens ingår i släktet Apatura och familjen praktfjärilar. Inga underarter finns listade i Catalogue of Life.